# グラヴィニツァ
グラヴィニツァ（ブルガリア語: Главинѝца, ラテン文字転写: Glavinitsa, Glavinica, Glavinitza、[ɡləˈvinit͡sə]）は、ブルガリア北東部のシリストラ州にある町。ドナウ平原東部のドゥロヴォとトゥトラカンを結ぶ街道上に位置する。1942年以前はアスヴァトキョイ (Asvatköy) という町名だった。1984年9月5日に町制施行した。
南極のファリエール海岸にあるグラヴィニツァ峰は、この町の名前に由来する。

## 人口統計
人口は1985年の2583人をピークに減少してきている。2018年12月時点では1341人であった。民族別の構成はブルガリア人が64%、トルコ人が29%、ロマが7%となっている。宗教別では正教会の信者が多く、イスラーム教徒がこれに続く。